# Sztroganov bélszín
A sztroganov bélszín (бефстроганов) az orosz konyhaművészet egyik népszerű fogása. Vékonyra szeletelt marha bélszín vagy egyéb színhús tejszínes-tejfölös mártásban, gombával, vékonyra szeletelt savanyú uborkával – ez a lényeg, a további részletek konyhánként változnak, mint a recepteknél általában. A sztroganov bélszín nem hagyományos eredetű orosz fogás, hanem a szakácsművészet egy viszonylag modern alkotása. Receptje először 1871-ben jelent meg a híres Molohovec szakácskönyvben. Ebben a mártás csak vajból, mustárból és tejfölből állt, majd a későbbiekben ezt variálták tovább hagyma, gomba, paradicsompüré, savanyú uborka… hozzáadásával.
Az egyik ismert legenda szerint Sztroganov gróf(ru) házában, Odesszában, gyakran voltak „nyílt asztalnak” nevezett összejövetelek, ahová szabadon betérhettek művelt és jól öltözött emberek. Egy ilyen ebédre alkották meg a befsztroganovot. Más forrás szerint az idős, már fogatlan gróf számára André Dupont nevű francia szakácsa találta ki a fogást. Egy biztos: a recept egyesíti a francia és orosz gasztronómiai hagyományokat. A klasszikus Sztroganov módon készülő ragu azt jelenti, hogy a vékonyra szeletelt, elősütött hagyma és húsvagdalékot a forró tejszínes-mustáros mártással összefőzik.

## Elkészítése

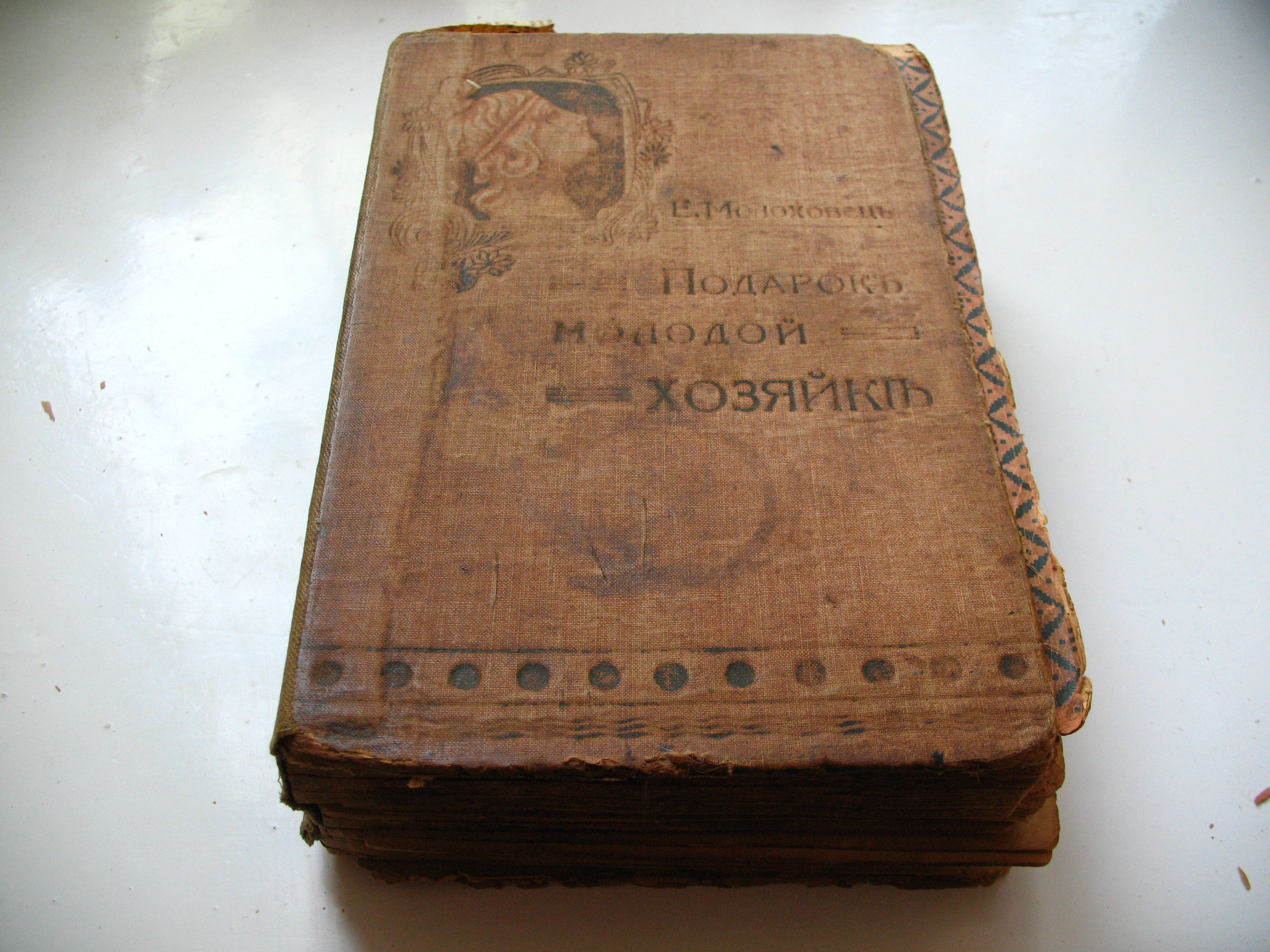
A Molohovec szakácskönyv, 1917

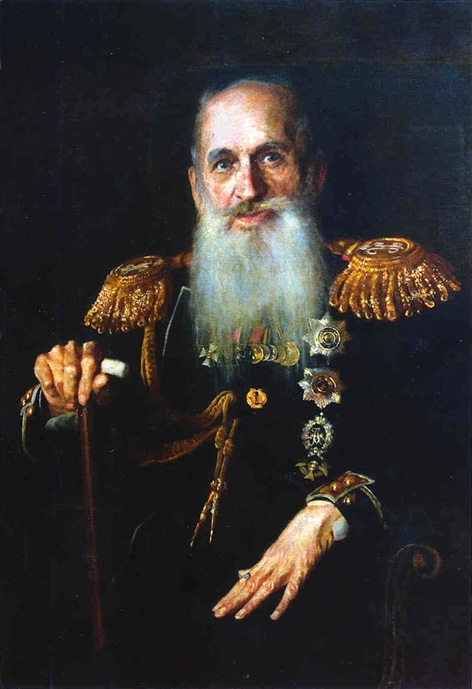
Sztroganov gróf

A Sztroganov módra készülő húst vékony csíkokra szeleteljük, sózzuk, borsozzuk, vajon 4-5 percig sütjük. Kivesszük, melegen tartjuk. A hagymát, a felvagdalt gombát megdinszteljük, majd beletesszük a húst, a csíkokra vágott sós (nálunk kovászos) uborkát, a tejfölben, tejszínben elkevert a lisztet. Puhára főzzük.

## Fordítás
Ez a szócikk részben vagy egészben  a(z)   Бефстроганов című orosz Wikipédia-szócikk ezen változatának fordításán alapul.  Az eredeti cikk szerkesztőit annak laptörténete sorolja fel. Ez a jelzés csupán a megfogalmazás eredetét és a szerzői jogokat jelzi, nem szolgál a cikkben szereplő információk forrásmegjelöléseként.